# داویده بالاردینی
داویده بالاردینی (انگلیسی: Davide Ballardini؛ زادهٔ ۶ ژانویهٔ ۱۹۶۴) بازیکن سابق و سرمربی کنونی فوتبال اهل ایتالیا است که هدایت باشگاه کرمونزه را برعهده دارد.